# Savelugu
Savelugu là một thị trấn ở vùng Bắc, Ghana. Theo thống kê năm 2012, dân số thị trấn là 38.074 người.

## Kinh tế
Ngành kinh tế chính của Savelugu là nông nghiệp. Thị trấn có một khu chợ lớn và một chi nhánh của Ngân hàng Phát triển Nông nghiệp Ghana (ADB).

## Giao thông
Savelugu nằm trên tuyến đường quốc lộ số 10, nối liền hai thành phố Tamale và Bolgatanga.